# 一假名方言

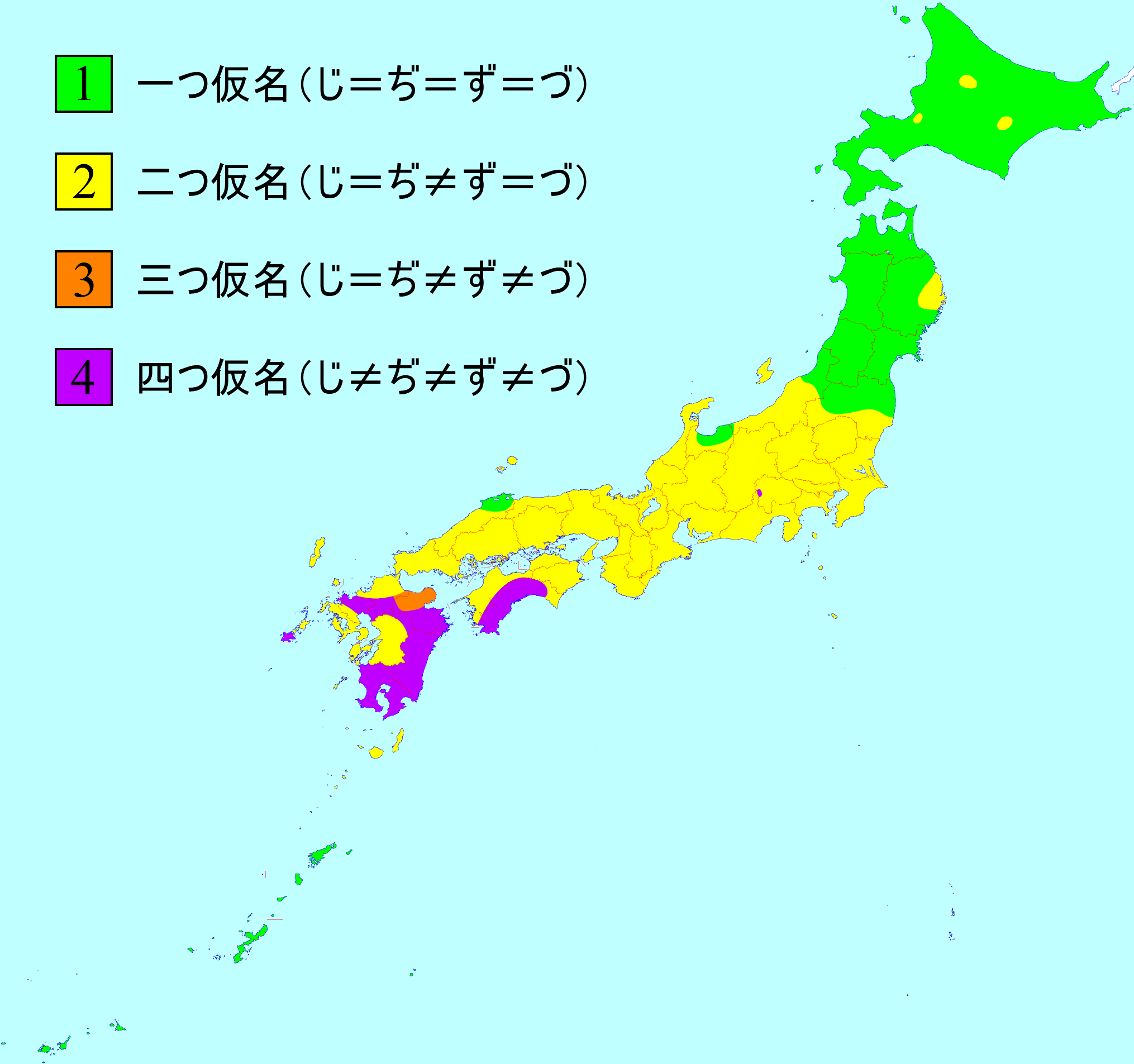
日語方言中四假名的分佈圖

一假名方言（日语：一つ仮名弁），又稱ㄗㄨㄗㄨ方言（日语：ズーズー弁），在日语方言学里指在音位上不区分“し”（/si/）与“す”（/su/）、“ち”（/ti/）与“つ”（/tu/）及其浊音“じ”（/zi/）与“ず”（/zu/）與“ぢ”（/di/）与“づ”（/du/）的方言。該詞在日常用语中也常用作对东北方言的俗称。在許多日語方言中都存在四假名合併為二假名的現象，而一假名方言則常被認為是四假名合併現象比二假名方言更進一步的合併最終產物。不過也有觀點認為，一假名方言的發音特徵來自於某種日語之外的底層語言。

## 概要
一假名方言的分佈地區包括從青森縣到福島縣北部以及新潟縣阿賀野川的東北地區（三陸沿岸地區除外）以及北海道沿岸地區、富山縣中東部、山陰地區中部（鳥取縣西伯耆與島根縣出雲）。北奧羽方言與雲伯方言裡四假名均讀作類似“し”“ち”“じ”的音，而南奧羽方言中則讀作類似“す”“つ”“づ”的音。例如，“壽司”（日语：／）和“煤灰”（日语：／）兩詞在北奧羽方言中均趨向於讀作“シシ”（[sïsï]），而在南奧羽方言中則均趨向於讀作“スス”（[sɯ̈sɯ̈]）。因此前者也被稱為Jījī方言（日语：ジージー弁）。從音系角度看，可以認為北奧羽方言和雲伯方言中缺少 /su/、/zu/、/di/、/du/ ，而南奧羽方言中缺少/si/、/zi/、/di/、/du/。
此外，這些地區的方言中い段和え段段元音均向央元音靠攏，“い”“え”兩假名的發音也是合併的。這樣的音系被稱為“裏日本式音系”，與“表日本式音系”相對。東北方言、東關東方言與雲伯方言具有裏日本式音系的特徵，而北陸方言則介於裏日本式與表日本式之間。
裏日本式音系的分佈是不連續的。關於此，有觀點認為這種音系是在各地分別獨立產生的，也有觀點認為這是受某種共同的底層語言的發音傾向所影響導致的，暫無明確的結論。

## 起源
關於一假名方言的起源，學界有眾多假說，大概可以歸類為如下兩類。

### 內部發生說
認為一假名方言是由日語內部演變所產生的學說。
- 隨著ai>ɛː、au>ɔː等雙元音的單元音化，e、o的舌位升高而與i、u接近，因此使得i、u向央元音移動。[4]
- 由於一些一假名方言區以外的地區也存在“す”“つ”“づ”和“し”“ち”“ぢ”的央化，元音的央化可能最初是發源於這些地區。[5]
- 由于[i]、[u]两音的发音需要能量较多，将这两个元音央化可以减轻发音的负担。[6]

### 底層語言說
認為一假名方言的發音特徵來自於某種底層語言的學說。考古學、歷史學等學界的專家以及日本國外的語言學家、交叉學科研究者多採信此說。
- 小泉保在《繩文語的發現》一書中認為一假名方言的發音特徵是“裏日本繩文語”的發音特徵[3]，並提出古代蝦夷與三內丸山遺跡的居民之間存在關聯[7]。
- Boer等人認為一假名方言最初發源於出雲，在彌生時代（隨著稻作的傳播）或古墳時代被從出雲遷往北陸地方和東北地方的移民帶到了當地。他們推斷蝦夷中也有操一假名方言者。[8]而隨著大和王權的擴張，東山陰地區的一假名方言特徵逐漸減弱，使得出雲成為了一假名方言的方言島。[9]
- 致力於跨學科研究的分子人類學家崎谷滿認為，一假名方言中特徵的元音[ɨ]來自於有元音和諧現象的烏拉爾語系和阿爾泰語系的語言，因此他主張曾經在東日本地區和山陰地區可能存在一種與阿伊努語和日語（關西方言）均不相同的“東日本底層語”。[10]
- 茨木則子和司馬遼太郎認為日本的日本海沿岸地區的方言與朝鮮語和滿語存在類似性和關聯性。他们观察到蒙古力士在说日语时经常出现类似一假名方言的ウ→オ、イ→エ、イ→[ɨ]←ウ等特征，认为这可能是阿尔泰语系语言的发音特性。此外，還有認為出雲地區的原住民屬於通古斯民族的說法。[11]

## 引用
1. ↑  飛田等（2002年），第32页
2. ↑  飯豊等（1986年），第79页
3. 1 2  小泉保 1998.
4. ↑  柴田等（1980年）
5. ↑  大野（2011年）
6. ↑  飯豊等（1986年）
7. ↑  小泉保 2003.
8. ↑  Boer（2020年）
9. ↑  上村（1975年）
10. ↑  崎谷（2009年）
11. ↑  司馬（1994年）

12.^ 画像